# Planomicrobium stackebrandtii
Planomicrobium stackebrandtii ist eine Art von Bakterien. Die Art zählt zu den grampositiven Bakterien. Das Bakterium wurde 2005 im Himalaya entdeckt und zunächst als Planococcus stackebrandtii bezeichnet. Der Artname  wurde zu Ehren des deutschen Mikrobiologen Erko Stackebrandt gewählt.

## Merkmale

### Erscheinungsbild
Die Kolonien von Planomicrobium stackebrandtii sind orange gefärbt, rund mit einem Durchmesser von 1 bis 2 mm, ihre Form ist von der Seite betrachtet konvex. Die Zellen sind kokkenförmig und treten in Paaren oder Klumpen auf. Die Zellen sind aktiv beweglich, sie besitzen ein oder zwei Flagellen. Endosporen werden nicht gebildet.

### Wachstum und Stoffwechsel
Planomicrobium stackebrandtii ist chemo-organotroph und aerob. Der Katalase-Test verläuft positiv, der Oxidase-Test negativ. Planomicrobium stackebrandtii kann Citrat als alleinige Kohlenstoff- und Energiequelle nutzen und kann Gelatine durch Hydrolyse verwerten. Casein und Stärke kann es nicht hydrolysieren. Es kann zahlreiche Kohlenhydrate verwerten, u. a. Glucose, Galactose, Fructose, Lactose, Raffinose und Saccharose, dabei wird Säure gebildet, außer bei Glucose. Weitere Untersuchungen im Rahmen einer „Bunte Reihe“ zur Beschreibung der Stoffwechselprodukte zeigen, dass es das Enzym Ornithindecarboxylase (ODC) zur Abspaltung von Kohlenstoffdioxid bei der Aminosäure L-Ornithin besitzt. Hingegen ist es negativ in der Voges-Proskauer-Reaktion und in der Methylrot-Probe, es kann keinen Schwefelwasserstoff bilden oder Nitrat zu Nitrit reduzieren. Es verfügt nicht über die Enzyme Urease, Arginindihydrolase (ADH) oder Lysindecarboxylase (LDC).
Für das Wachstum tolerierte Temperaturen liegen zwischen 15 und 30 °C, die optimale Wachstumstemperatur beträgt 25 °C. Es werden bis zu 7 % Natriumchlorid (NaCl, Kochsalz) im Nährmedium toleriert. Allerdings ist das NaCl nicht zwingend notwendig für das Wachstum, folglich ist Planomicrobium stackebrandtii halotolerant. Die Kultivierung gelingt auf TSA-Agar, einem Nährmedium, das Pepton aus Soja enthält. Dabei erfolgt das Wachstum sowohl bei leicht sauren, neutralen und alkalischen pH-Werten (pH-Wert 5,6 bis 11,0).

### Chemotaxonomische Merkmale
Der GC-Gehalt in der Bakterien-DNA liegt bei 40 Mol-Prozent. Die überwiegend vorhandenen Menachinone sind MK-7 und MK-8. Das Peptidoglycan der Zellwand enthält die Aminosäure L-Lysin und die Zucker D-Glucose und D-Ribose.

## Systematik
S. Mayilraj beschrieb im Jahr 2005 die neu entdeckte Art Planococcus stackebrandtii. Sie zählt zu den Firmicutes. Aufgrund der Arbeiten von Jung-Hoon Yoon und anderen wurde die Art später zu der Gattung Planomicrobium gestellt.
Der Gattungsname setzt sich aus dem griechischen Wort „πλάνος“ (Wanderer) und dem griechischen Adjektiv „μικρός“ (klein) zusammen und bezieht sich auf die Eigenschaft der Motilität dieser Bakterien. Das Epitheton wurde zu Ehren des deutschen Mikrobiologen Erko Stackebrandt gewählt.

## Ökologie
Planomicrobium stackebrandtii wurde in einer Kaltwüste im Himalaya gefunden.